# Jorge Videla
Jorge Rafael Videla (n. 2 august 1925, Mercedes⁠(d), Buenos Aires, Argentina – d. 17 mai 2013, Marcos Paz⁠(d), Buenos Aires, Argentina) a fost un general argentinian, dictator al Argentinei între 1976–1981.
În perioada respectivă au căzut victime ale răpirilor între 9.000-30.000 de argentinieni (desaparecidos), cei mai mulți torturați și uciși fără proces. Doar o mică parte dintre răpiți au fost lăsați în exil.
În anul 1985, la doi ani după încetarea dictaturii militare din Argentina, Videla a fost condamnat la închisoare pe viață, pentru infracțiunile de răpire, tortură și omor.
În data de 4 martie 2004 guvernul federal al Germaniei a solicitat extrădarea lui Videla pentru ca acesta să răspundă în fața justiției germane pentru acuzația de omor față de mai mulți cetățeni germani, între care Elisabeth Käsemann. Solicitarea a fost respinsă de Curtea Supremă a Argentinei în data de 17 aprilie 2007.